# ヴァルデマール・バストス
ヴァルデマール・バストス（Waldemar Bastos、1954年1月4日 - 2020年8月9日）は、アンゴラの音楽家である。彼はアフロポップとポルトガル音楽（ファド）とブラジル音楽の影響を融合している。

## 生涯
アンゴラ・ザイーレ州ンバンザ・コンゴ出身。両親は看護師だった。彼は非常に早い時期から歌い始めた。
28歳の時に、マルクス主義のアンゴラ解放人民運動（MPLA）と西側諸国の支持を得たアンゴラ全面独立民族同盟（UNITA）の間の内戦から逃れるためにポルトガルに移住した。
2020年8月9日、ポルトガル・リスボンにて逝去。66歳没。

## ディスコグラフィ

### アルバム
- Estamos Juntos (1983年、EMI Portugal)
- Angola Minha Namorada (1989年、EMI Portugal)
- Pitanga Madura (1992年、EMI Portugal)
- Pretaluz [blacklight] (1997年、Luaka Bop)
- Renascence (2004年、World Connection)
- 『クラシック・オブ・マイ・ソウル』 - Classics of my Soul (2010年、WB Music)